# Cal Marcet (Matadepera)
Cal Marcet és una obra de Matadepera (Vallès Occidental) protegida com a Bé Cultural d'Interès Local.

## Descripció
Casal format per tres plantes rectangulars, mirador, i un pati que envolta l'edifici als laterals i a la part posterior. Presenta coberta a dues vessants. La façana principal té una composició simètrica, distribuïda en dos cossos horitzontals principals i un tercer més petit, separats per motllures. Al centre la façana hi trobem la porta principal, el balcó amb mènsules i el petit timpà. Conserva sis obertures rectangulars: la porta i dues finestres a la planta baixa, dues finestres amb balustres i balcó a la segona. El tractament de la superfície és l'arrebossat que recorda carreus rectangulars.
La distribució interior de la planta baixa correspon en bona parat a l'original, amb un passadís distribuïdor central, habitacions laterals i la sala d'estar o menjador al fons, amb obertures a la façana posterior. Destaquen els paviment hidràulics i els arrambadors formats per rajoles amb decoració geomètrica. Les baranes i reixes són de ferro forjat. A la façana hi ha una fornícula amb la imatge del Sagrat Cor. Conserva un pou torre de planta circular per l'antic abastiment d'aigua de la casa.

## Història
És un dels primers exponents del fenomen de l'estiueig a Matadepera, molt proper en un principi al nucli urbà existent. La família Marcet construí aquesta casa per estiuejar-hi a finals del segle xix, encarregant el projecte al terrassenc Lluís Muncunill.
Originàriament constava de dues plantes i un mirador voluminós, però menys que l'actual. Les reformes posteriors d'ampliació seran iniciades per l'arquitecte Escudé Gibert, que convertí el casal en tres habitatges. L'actual espai del pati correspon a una petita part del jardí original, que arribava al carrer d'Àngel Guimerà, el qual va ser segregat, parcel·lat i edificat per diferents propietaris.